# Escobar (film, 2017)
Pour les articles homonymes, voir Escobar.
Pour plus de détails, voir Fiche technique et Distribution.
Escobar (Loving Pablo) est un film espagnol réalisé par Fernando León de Aranoa, sorti en 2017. Il s'agit d'une adaptation de l'autobiographie Amando a Pablo, odiando a Escobar de Virginia Vallejo, une journaliste ayant eu une liaison avec Pablo Escobar. Le film a été présenté à la Mostra de Venise 2017.

## Synopsis
En 1983, le narcotrafiquant colombien Pablo Escobar entame une liaison avec une célèbre présentatrice télé, Virginia Vallejo. Le film retrace leur première rencontre, au moment où l'impitoyable baron de la drogue est dans une irrésistible ascension et monte son cartel, jusqu'à la chute de ce dernier.

## Fiche technique
Sauf indication contraire, les informations mentionnées dans cette section peuvent être confirmées par la base de données cinématographiques IMDb,  présente dans la section « Liens externes ».
- Titre original : Loving Pablo
- Titre français : Escobar
- Réalisation : Fernando León de Aranoa
- Scénario : Fernando León de Aranoa, d'après Amando a Pablo, odiando a Escobar de Virginia Vallejo
- Décors : Alain Bainée
- Direction artistique : Iñigo Navarro
- Costumes : Loles García Galean et Wanda Morales
- Photographie : Alex Catalán
- Montage :
- Musique : Federico Jusid
- Production : Javier Bardem, Ed Cathell III, Kalina Kottas, Miguel Menéndez de Zubillaga et Dean Nichols

Producteurs délégués : Andrés Calderón, Lati Grobman et Avi Lerner
Coproducteur : Aleksander Kenanov
- Sociétés de production : Escobar Films, B2Y EOOD, Les Productions du Ch'Timi
- Sociétés de distribution : VVS Films (Canada), SND (France)
- Pays d'origine :  Espagne
- Langue originale : anglais
- Format : couleur
- Genre : drame biographique, romance
- Durée : 125 minutes
- Dates de sortie[3] :
  -  Italie : 6 septembre 2017 (Mostra de Venise 2017 - hors compétition)
  -  France : 18 avril 2018
- Interdit aux moins de 12 ans lors de sa sortie en salles et à la télévision en France

## Distribution
- Javier Bardem (VF : Jérémie Covillault) : Pablo Escobar
- Penélope Cruz (VF : Ethel Houbiers) : Virginia Vallejo
- Peter Sarsgaard (VF : Jochen Haegele) : Shepard
- Julieth Restrepo (VF : Audrey Sourdive) : Maria Victoria Hena
- Óscar Jaenada (VF : Charles Uguen) : Santoro
- Fredy Yate : Pelado
- Ricardo Niño : Careta
- Pedro Calvo : Gatillero
- Joavany Alvarez (VF : Sylvain Agaësse) : Ignacio Velarde
- David Valencia : Santos
- Santiago Londoño (VF : Thierry Kazazian) : Hermosilla
- Juan Sebastián Calero : Carlos Corral
- Quique Mendoza (VF : Loïc Houdré) : Abel Monje
- Giselle Da Silva : Olguita Arranz

## Production
Le projet est annoncé dès mai 2015. Le scénario s'inspire de l'autobiographie Amando a Pablo, odiando a Escobar (2007) de Virginia Vallejo dans laquelle elle raconte son histoire d'amour avec Pablo Escobar, dont elle fut la maîtresse entre 1983 et 1987, ainsi que la montée en puissance de ce dernier dans les cartels sud-américains.

## Article annexe
- Psychotrope au cinéma et à la télévision